# Sant’Antonio TI
| TI ist das Kürzel für den Kanton Tessin in der Schweiz. Es wird verwendet, um Verwechslungen mit anderen Einträgen des Namens Sant’Antonio zu vermeiden. |

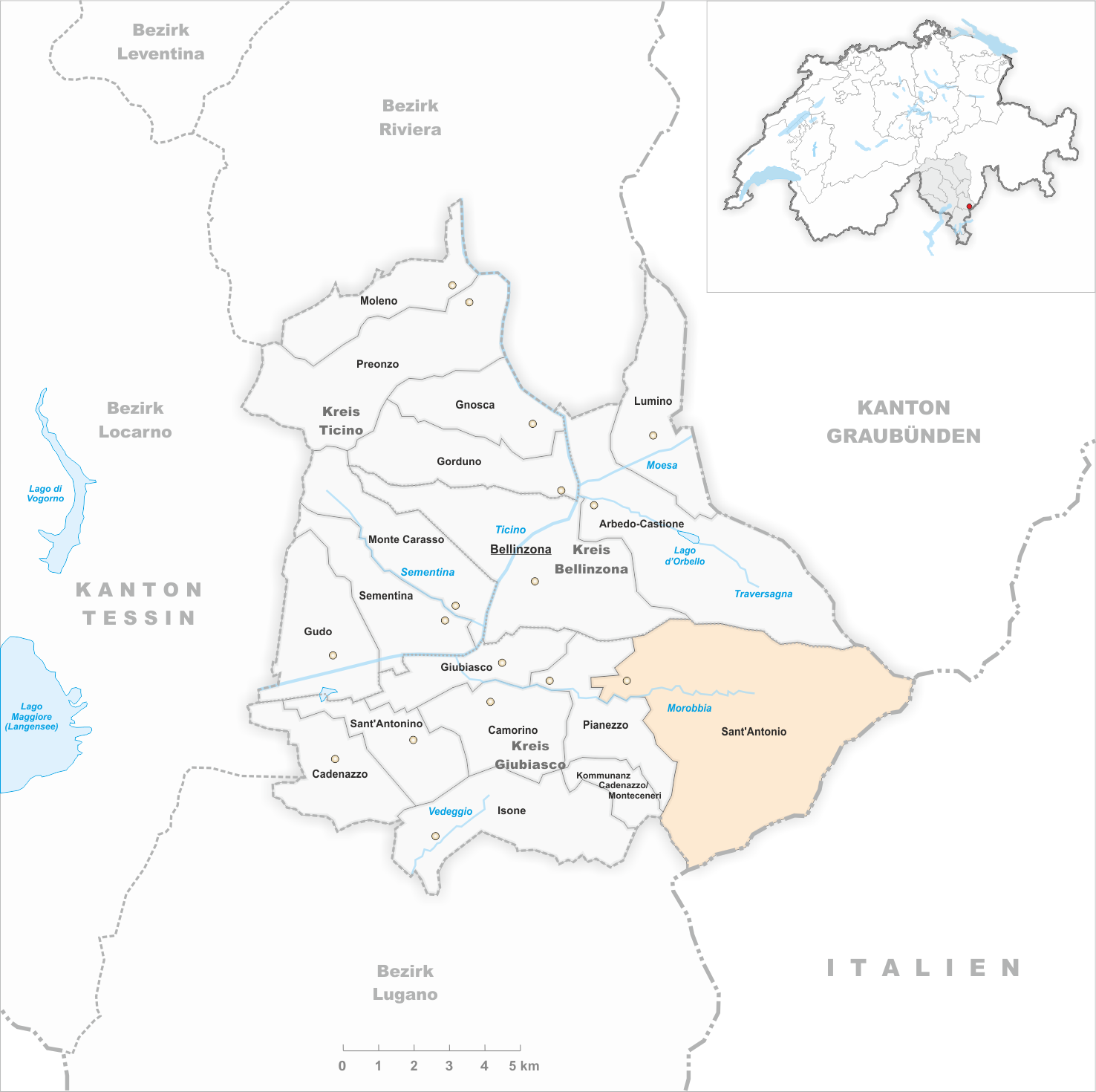
Gemeindestand vor der Fusion am 1. April 2017

Sant’Antonio, im lombardischen Ortsdialekt Sant’Antoni [ˌsantanˈtɔːni], ist ein Ortsteil von Bellinzona im Schweizer Kanton Tessin. Bis zum 1. April 2017 bildete es eine selbständige politische Gemeinde im damaligen Kreis Giubiasco.

## Geographie
Sant’Antonio umfasst das gesamte obere Valle Morobbia, das an der Grenze zu Italien liegt. Das Tal öffnet sich zur Magadinoebene hin, wo das namengebende Flüsschen Morobbia bei Giubiasco in den Tessin mündet.

## Geschichte
1912 fand man in Sant’Antonio eine Axt aus der Steinzeit, 1916 in Vellano ein Grab aus der älteren Eisenzeit mit Keramiken und Perlenhalsbändern und 1943 ebenda weitere vier Gräber aus der nämlichen Epoche. Früher gehörte das Dorf zur mittelalterlichen Nachbarschaft (vicinia) bzw. ab 1803 zur Gemeinde Val Morobbia; 1831 wurde es eine selbständige Gemeinde. Kirchlich selbständig wurde es um 1680.
Am 29. Februar 1888 kamen in der Fraktion Melirolo durch eine Lawine sieben Leute ums Leben.
Am 12. Mai 1917 wurde der Postautodienst bis Carena Valle Morobbia eingeführt.
Vor der Verabschiedung des Bundesgesetzes betreffend die eidgenössische Oberaufsicht über die Forstpolizei im Hochgebirge von 1876 wurden viele Tessiner Wälder intensiv für die Herstellung von Holzkohle genutzt. Nach der Eröffnung des Eisenbahntunnels durch den Gotthard 1882 begann die Lombardei mit dem Import von Steinkohle aus Deutschland, was den Niedergang der Köhlerei im Tessin einleitete.
Am 2. April 2017 schloss sich Sant’Antonio gleichzeitig mit den damaligen Gemeinden Camorino, Claro, Giubiasco, Gnosca, Gorduno, Gudo, Moleno, Monte Carasso, Pianezzo, Preonzo und Sementina der Gemeinde Bellinzona an. Sant’Antonio bildet aber nach wie vor eine eigenständige Bürgergemeinde.

## Bevölkerungsentwicklung
Einwohnerzahlen: Volkszählungsdaten

## Sehenswürdigkeiten

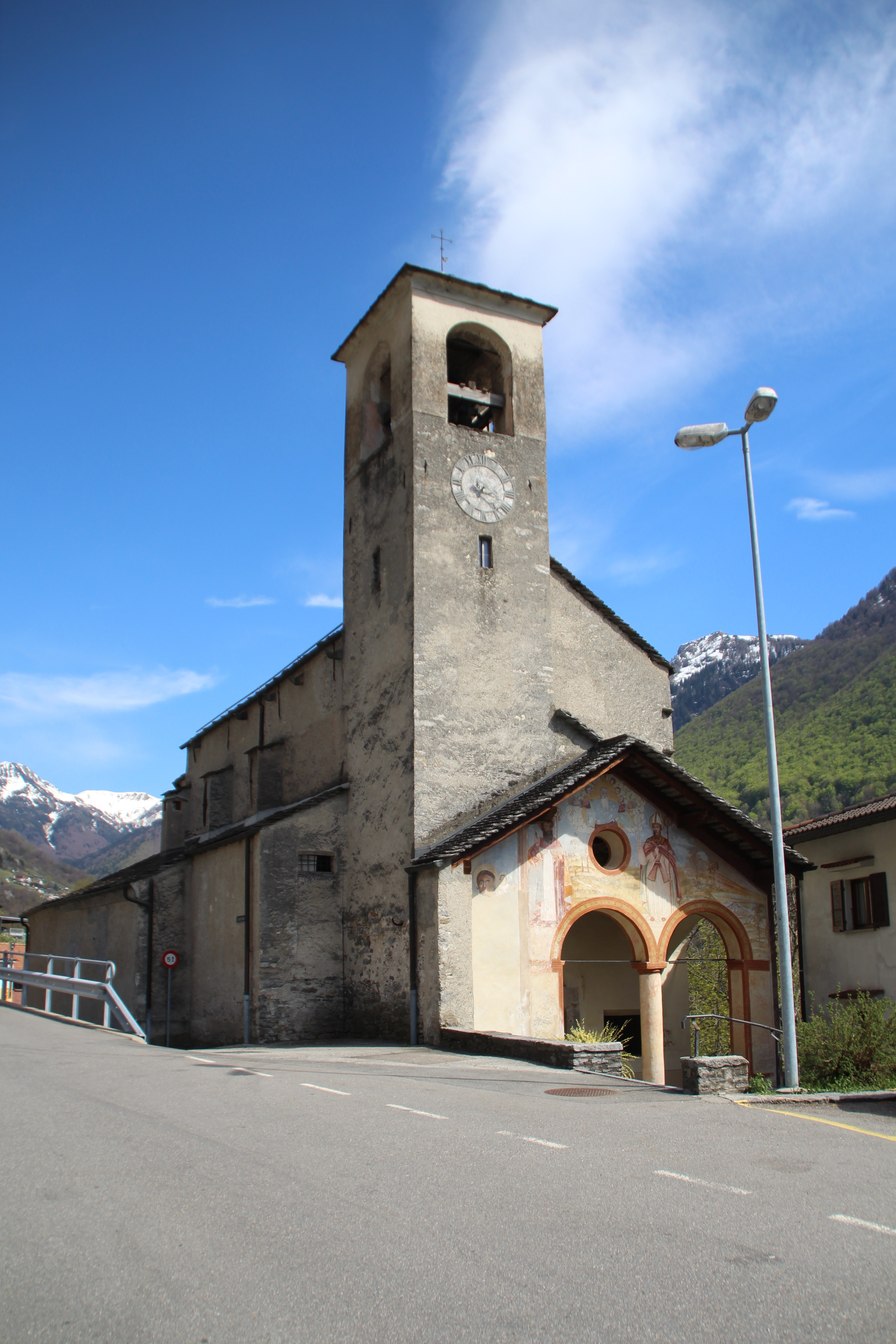
Oratorium San Bernardino von Siena

- Pfarrkirche Santi Antonio abate und Abbondio[7]
- Oratorium San Bernardino von Siena im Ortsteil Carena[7]
- Ruine der Ramme im Ortsteil Monti di Ruscada[7]
- Museo Maretti della Civiltà contadina im Ortsteil Vèllano[8]
- Steinbrücke über die Morobbia[7]
- Festungen San Jorio[9]

## Persönlichkeiten
- Ernesto Maretti (* 1923 in Bellinzona; † 7. September 1969 auf dem Berg Camoghè), Politiker (PPD), Vizegemeindepräsident von Sant’Antonio, Syndicalist, Tessiner Grossrat (1959–1967)[10][11]
- Giancarlo Tamagni (* 11. Juni 1940 in Locarno; † 5. Juli 2021 in Pianezzo), aus Sant’Antonio, Maler, Graphiker[12]
- Giancarlo Maretti (* 5. März 1943), Staatsbeamter, Lokalhistoriker, Organisator der jährlichen Veranstaltung Monti Costa dell’Albera, Gründer des Museo Maretti in Vellano, Morobbia, Publizist, Adjutant der Schweizer Armee[13][14]
- Stefano Mossi (* 1964 in Bellinzona), Anwalt und Notar, Oberstbrigadier der Schweizer Armee, Direktor des Beschwerdedienstes des Staatsrates des Kantons Tessin[15][16]